# Nods (Doubs)
Nods ist eine Ortschaft und eine Commune déléguée in der Gemeinde Les Premiers Sapins mit 567 Einwohnern (Stand: 1. Januar 2019) im französischen Département Doubs in der Region Bourgogne-Franche-Comté. Nods ist der Hauptort (Chef-lieu) der Gemeinde Les Premiers Sapins.

## Geographie
Nods liegt auf 709 m, sechs Kilometer südlich von Valdahon und etwa 28 Kilometer südöstlich der Stadt Besançon (Luftlinie). Das ehemalige Straßenzeilendorf erstreckt sich im Jura, in einer Mulde am südlichen Rand des Plateaus von Valdahon, dem sogenannten ersten Plateau des Juras, am Rand der ersten hohen Juraketten.
Die Fläche des 11,78 km² großen Gemeindegebiets umfasst einen Abschnitt des französischen Juras. Der nördliche Teil des Gebietes wird vom nur schwach reliefierten Hochplateau von Valdahon eingenommen, das durchschnittlich auf 720 m liegt. Es ist hauptsächlich von Acker- und Wiesland bestanden. Mit Ausnahme eines kleinen Rinnsals im Bereich des Dorfes besitzt das Plateau keine oberirdischen Fließgewässer, weil das Niederschlagswasser im verkarsteten Untergrund versickert. Nach Südosten erstreckt sich das Gemeindeareal in das stärker reliefierte Gebiet der ersten hohen Jurazüge. Es reicht über die bewaldeten Kämme der Höhen von Cicon bis an den Rand des Moorbeckens von Seignes. Mit 955 m wird auf einer Kuppe oberhalb des Gehöfts La Séminaire die höchste Erhebung von Nods erreicht.
Nachbargemeinden von Nods sind Étray im Norden, Vanclans und Passonfontaine im Osten, Arc-sous-Cicon und Chasnans im Süden sowie Vernierfontaine im Westen.

## Geschichte
Nods, das an der ehemaligen Römerstraße von Besançon nach Pontarlier liegt, war vermutlich schon sehr früh bewohnt. Seit dem Mittelalter bildete das Dorf eine Pfarrei (1113 erwähnt), die unter der kirchlichen Herrschaft von Pontarlier stand. Im Jahr 1537 kam Nods an die Herrschaft Cicon. Zusammen mit der Franche-Comté gelangte es mit dem Frieden von Nimwegen 1678 an Frankreich.
Zum 1. Januar 2009 erfolgte eine Änderung der Arrondissementszugehörigkeit der Gemeinde. Bislang zum Arrondissement Besançon gehörend, kamen alle Gemeinden des Kantons zum Arrondissement Pontarlier. Nods ist Sitz des Gemeindeverbandes Communauté de Communes des Premiers Sapins.
Als sich Frankreich im Zweiten Weltkrieg unter deutscher Besatzung befand, war in der Gegend um Nods eine Widerstandszelle der Résistance aktiv. Nach einer Meuterei ukrainischer Hilfstruppen gegen ihre deutschen Offiziere im Camp du Valdahon, wurde sie Ende August 1944 durch 460 desertierte Ukrainer verstärkt. Die neuen Mitkämpfer brachten zwar geeignetes Kriegsmaterial mit, ihre Verlässlichkeit war aber unsicher. Da Nods am 5. September 1944 befreit wurde, musste sie jedoch keinem größeren Test unterzogen werden.
Die Gemeinde Nods wurde mit Wirkung vom 1. Januar 2016 mit Athose, Chasnans, Hautepierre-le-Châtelet, Rantechaux und Vanclans zur Commune nouvelle Les Premiers Sapins zusammengelegt.

## Sehenswürdigkeiten

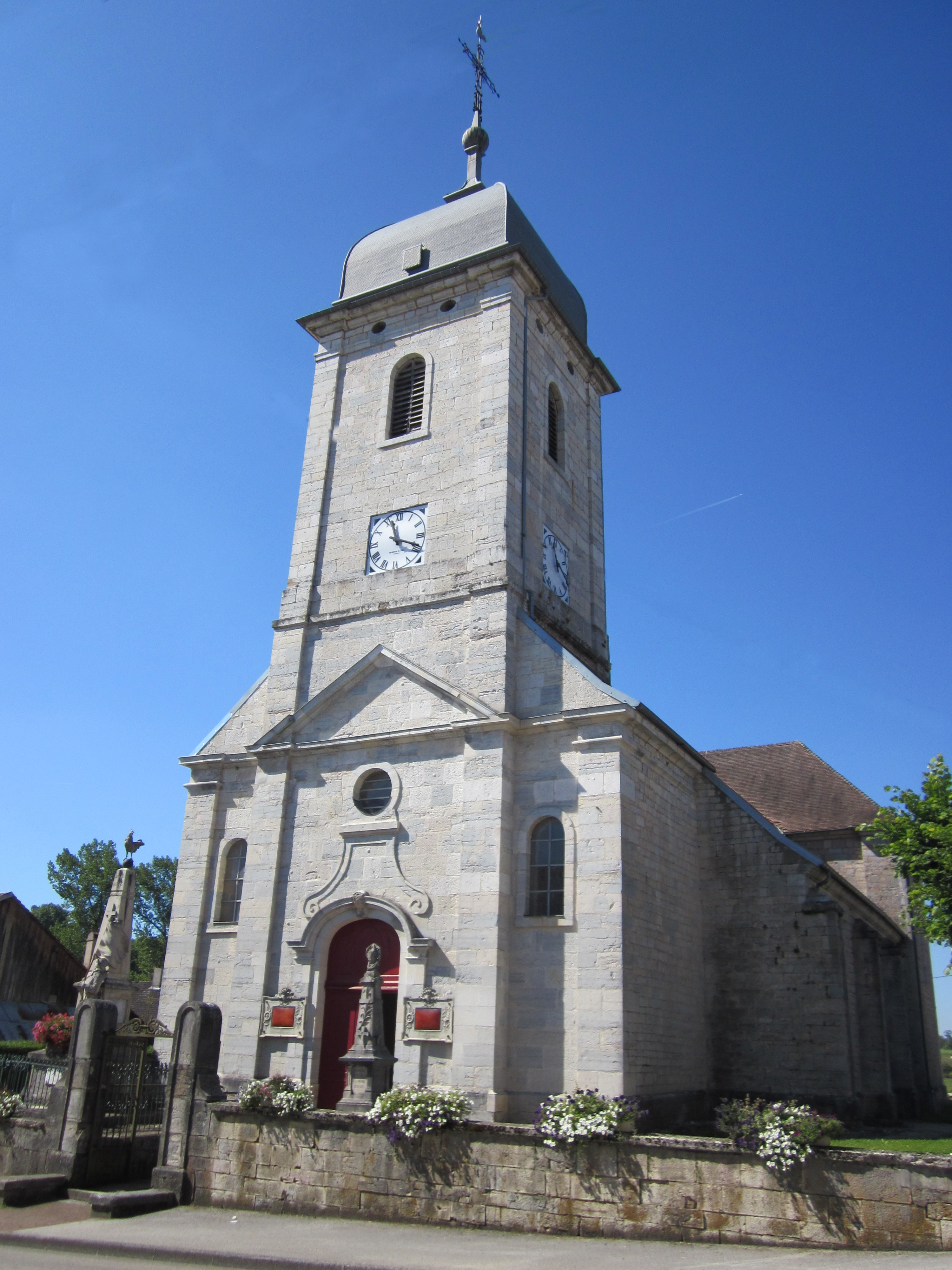
Kirche Saint-Pierre-Saint-Paul

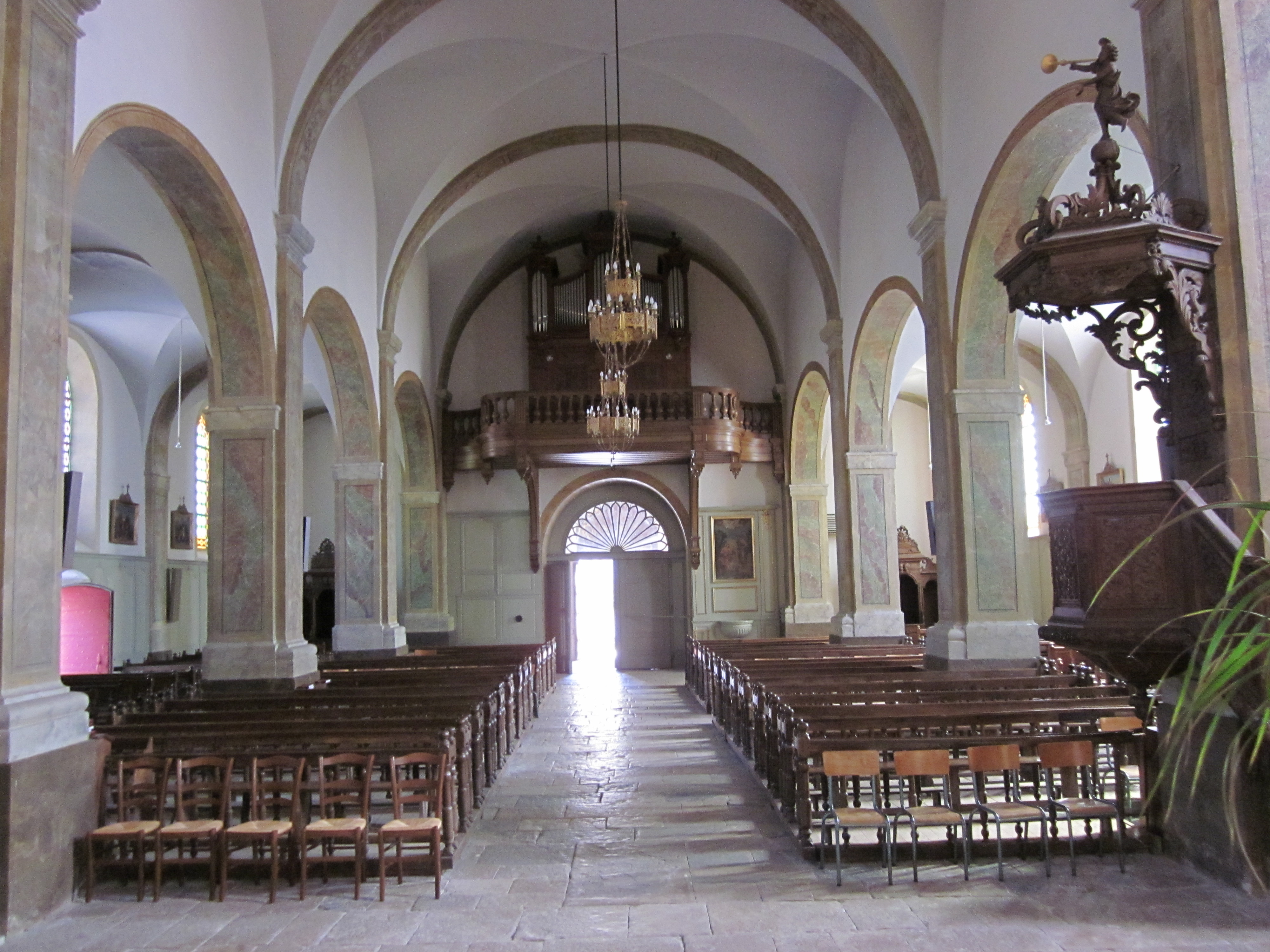
Innenansicht der Kirche

Die heutige Kirche Saint-Pierre et Saint-Paul wurde 1762 an der Stelle des mittelalterlichen Vorgängerbaus neu erbaut und 1992 letztmals umfassend restauriert. Sie besitzt eine bedeutende Orgel von 1878. Im Ortskern sind verschiedene typische Bauernhäuser im charakteristischen Stil der Franche-Comté aus dem 16. bis 19. Jahrhundert erhalten. Nur noch wenige Spuren sind von einer ehemaligen mittelalterlichen Burg auf dem Grat Durfort sichtbar.

## Bevölkerung
| Bevölkerungsentwicklung | Bevölkerungsentwicklung |
| Jahr                    | Einwohner               |
| ----------------------- | ----------------------- |
| 1962                    | 396                     |
| 1968                    | 410                     |
| 1975                    | 381                     |
| 1982                    | 448                     |
| 1990                    | 402                     |
| 1999                    | 411                     |
| 2006                    | 498                     |
| 2016                    | 585                     |

Mit zuletzt 585 Einwohnern (Stand 1. Januar 2016) gehörte Nods zu den kleinen Gemeinden des Départements Doubs. Nachdem die Einwohnerzahl in der ersten Hälfte des 20. Jahrhunderts markant abgenommen hatte (1886 wurden noch 604 Personen gezählt), wurde seit Beginn der 1990er Jahre wieder ein Bevölkerungswachstum verzeichnet.

## Wirtschaft und Infrastruktur
Nods war bis weit ins 20. Jahrhundert hinein ein vorwiegend durch die Landwirtschaft (Ackerbau, Obstbau und Viehzucht) und die Forstwirtschaft geprägtes Dorf. Daneben gibt es heute einige Betriebe des Klein- und Mittelgewerbes, darunter Unternehmen der Mechanik und der Holzverarbeitung. Mittlerweile hat sich das Dorf auch zu einer Wohngemeinde gewandelt. Viele Erwerbstätige sind Wegpendler, die in den größeren Ortschaften der Umgebung ihrer Arbeit nachgehen.
Die Ortschaft ist verkehrstechnisch gut erschlossen. Sie liegt an der Nationalstraße N57, die von Besançon nach Pontarlier führt. Das Dorf ist seit 1997 durch eine lokale Ortsumfahrung vom Durchgangsverkehr entlastet. Weitere Straßenverbindungen bestehen mit Valdahon, Vanclans, Chasnans und Vernierfontaine.

## Partnerschaften
Seit 1988 pflegt Nods eine Partnerschaft mit der gleichnamigen Gemeinde Nods im Schweizer Kanton Bern.